# Catherine Morgan
Pour les articles homonymes, voir Morgan.
Catherine Anne Morgan (née le 9 octobre 1961) est une universitaire britannique spécialisée dans l'histoire et l'archéologie du début de l'âge du fer et de la Grèce archaïque. Depuis 2015, elle est Senior Research Fellow au All Souls College d'Oxford. Elle est professeure d'archéologie classique au King's College de Londres de 2005 à 2015 et directrice de la British School à Athènes de 2007 à 2015.

## Jeunesse et éducation
Morgan est née en 1961. De 1980 à 1983, elle étudie l'archéologie et l'anthropologie au Clare College de Cambridge. Elle reste au Clare College pour étudier en vue d'obtenir un doctorat en philosophie (PhD) en archéologie classique, sous la direction d'Anthony Snodgrass. Sa thèse de doctorat, intitulée « Settlement and exploitation in the region of the Corinthian Gulf, c.1000-700 BC », est achevée en 1986.

## Carrière académique
Morgan commence sa carrière universitaire comme chercheuse junior au Trinity Hall de Cambridge entre 1983 et 1986. Elle est ensuite Senior Research Fellow au Sidney Sussex College de Cambridge. Elle part de l'Université de Cambridge à Royal Holloway, Université de Londres en 1992 où elle est chargée de cours en lettres classiques jusqu'en 1997.
En 1997, Morgan part au King's College de Londres. Elle est maitresse de conférences puis lectrice, avant d'être nommée professeur d'archéologie classique en 2005. En 2012, elle est professeure invitée à l'Institut archéologique australien d'Athènes. De 2007 à 2015, elle est la vingt-deuxième directrice de la British School à Athènes.
En octobre 2015, elle est nommée chercheuse principale en études classiques au All Souls College de l'Université d'Oxford. Elle est également professeur de lettres classiques et d'archéologie à l'Université d'Oxford,.

## Honneurs
Lors des honneurs de l'anniversaire de la reine en 2012, Morgan est nommée Officier de l'Ordre de l'Empire britannique (OBE) "pour ses services à l'érudition classique".
En 2011, Morgan est élue membre correspondant de l'Institut archéologique américain. En mai 2014, elle est élue membre correspondant de l'Institut archéologique allemand. Elle est également membre honoraire de la Société archéologique d'Athènes. En juillet 2016, elle est élue membre de la British Academy (FBA), l'académie nationale britannique des sciences humaines et sociales.

## Publications
- Catherine Morgan, Athletes and oracles: the transformation of Olympia and Delphi in the eighth century BC, Cambridge, Cambridge University Press, 1990 (ISBN 978-0521374514)
- Catherine Morgan, Early Greek states beyond the polis, London, Routledge, 2003 (ISBN 978-0415089968)
- Catherine Morgan, Attic Fine Pottery of the Archaic to Hellenistic Periods in Phanagoria, Leiden, Brill, 2004 (ISBN 978-9004138889)
- Pindar's Poetry, Patrons, and Festivals: From Archaic Greece to the Roman Empire, Oxford, Oxford University Press, 2007 (ISBN 978-0199296729)
- Exploring ancient sculpture: essays in honour of Geoffrey B. Waywell, London, Institute of Classical Studies, University of London, 2010 (ISBN 978-1905670208)